# Apple II
 (mai 2010).
Si vous disposez d'ouvrages ou d'articles de référence ou si vous connaissez des sites web de qualité traitant du thème abordé ici, merci de compléter l'article en donnant les références utiles à sa vérifiabilité et en les liant à la section « Notes et références ».
L'Apple II (parfois orthographié Apple ][ ou Apple //) est l'un des premiers ordinateurs personnels au monde fabriqué à grande échelle. Conçu par Steve Wozniak, commercialisé le 10 juin 1977 par Apple, il commence sa carrière auprès des particuliers passionnés, mais la sortie du premier tableur, VisiCalc en 1979 permit son entrée dans le monde professionnel et une augmentation très importante de ses ventes, faisant la richesse subite de la société Apple à cette époque.
Les Apple II ont évolué au cours des années 1980, et ont été vendus jusqu'en 1993. L'Apple II avait une architecture principalement 8 bits, et diffère complètement des Apple Macintosh introduits en 1984 (voir la chronologie informatique pour avoir les dates de sortie des modèles de la famille Apple II - l'Apple II de 1977, le II plus, IIe, IIc et IIGS). La partie du nom en « II » était successivement écrite en utilisant une multitude de moyens graphiques et de symboles de ponctuation. Ainsi le II et le II+ furent généralement écrits « ][ » et « ][+ », le IIe et le IIc s’écrivaient « //e » et « //c », aussi bien sur les manuels que les machines elles-mêmes.
L'Apple Il succède à l'Apple I, machine construite artisanalement et vendue simplement aux amateurs. Cette machine n'a jamais été produite en quantité, mais ouvrit la voie à plusieurs des caractéristiques qui feront le succès de l'Apple II.

## Historique
L'Apple II occupe une place particulière dans l'histoire de l'informatique. Il est le premier ordinateur personnel à rencontrer le succès et produit à grande échelle. Les ordinateurs personnels, alors cantonnés dans les garages de passionnés, sont devenus accessibles à des millions de foyers et aux petites entreprises, principalement aux Etats-Unis.
Il a été développé principalement par une seule personne, Steve Wozniak, qui en a conçu le circuit imprimé de façon à le rendre facile à construire — bien que difficile à programmer — et à assurer de nombreuses fonctionnalités, à l'époque cruciales, en un temps très court.
L'Apple II a rencontré dès sa sortie un très grand succès, alimentant la « révolution de l'ordinateur personnel » et faisant de la société Apple un acteur majeur dans l'industrie informatique. Dès 1980 la société engrangeait un revenu annuel de 100 millions de dollars et, la même année, lorsque l'entreprise entra en bourse, ses fondateurs Steve Jobs et Steve Wozniak devinrent multi-millionnaires.
Bien que l'Apple II ait été conçu pour un usage domestique, 90% des ventes concernaient en fait les petites entreprises. Pour cette raison, la société décida que son successeur, l'Apple III, serait un ordinateur plus sérieux et orienté vers l'entreprise. À sa sortie en 1980, celui-ci disposait d'un système d'exploitation plus avancé, d'une mémoire supérieure, d'un écran texte de 80 caractères et le support des caractères minuscules.

« Lorsque l'Apple III est sorti, tous les projets en cours prévus pour l'Apple II ont été abandonnés car on pensait que l'Apple III serait un succès. Tous sans exception ont été abandonnés. On ne pensait pas que le succès de l'Apple II allait dépasser six mois. »
Steve Wozniak

L'Apple III n'a finalement pas trouvé son public, souffrant d'incompatibilités logicielles et de pannes matérielles qui affectaient 100% du parc vendu. Bien que ces problèmes furent par la suite résolus, la réputation de l'Apple III en pâtit durablement et ses ventes ne décollaient pas, alors que celles de l'Apple II continuaient de croître.
En 1983, la société recommença ainsi à consacrer des efforts à l'Apple II, introduisant l'Apple IIe. L'Apple IIe intégrait des innovations de l'Apple III, notamment le texte minuscule et l'affichage à 80 colonnes, mais conservait fondamentalement l'architecture des Apple II et jouissait de la compatibilité avec tous les logiciels écrits pour l'Apple II. Le IIe rencontra vite le succès et ses ventes doublèrent celles de l'Apple II.
En 1984, Apple sort son premier ordinateur portable, l'Apple IIc, qui bien que similaire à l'Apple IIe, était bien plus compact et intégrait un lecteur de disquette et un port série, jusque là vendus comme des périphériques séparés. Il intégrait également un processeur plus évolué, le 65c02 et le support de la souris. L'Apple IIc n'a toutefois pas trouvé son public, sa petite taille laissait à croire qu'il était moins puissant que la concurrence et le manque de support de périphériques le rendait moins évolutif que l'Apple IIe.
Constatant le succès de l'Apple IIe, la société lui consacre une version améliorée, appelée Extended Keyboard IIe, ou Platinium IIe, qui comprend notamment le processeur amélioré de l'Apple IIc.
En 1986, Apple sort l'Apple IIgs. Bien que celui ci maintienne la compatibilité logicielle avec tous les programmes écrits pour l'Apple II, son architecture était fondamentalement différente. C'était un ordinateur 16 bits, et non plus 8 bits, qui pouvait afficher simultanément des milliers de couleurs à l'écran, disposant également d'une carte son pouvant jouer jusqu'à 15 sons à la fois. Cependant, soit par manque de publicité, soit parce que le public s'intéressait maintenant davantage au Macintosh et à l'IBM PC, ses ventes n'ont jamais décollé.

### Apple II: le premier ordinateur personnel produit à grande échelle
Les premiers ordinateurs Apple II furent vendus à partir de 1 298 $ pour la version 4 ko (et 2 638 $ pour la version 48 ko) avec un microprocesseur MOS Technology 6502 cadencé à 1 MHz, 4 ko de mémoire vive, un lecteur de cassette, et le langage de programmation integer BASIC dans la mémoire morte qui permettait le jeu Appletrek avec des quadrants de 8 {\displaystyle x} 8. Le contrôleur vidéo affichait 24 lignes par 40 colonnes de texte en majuscules seulement sur l'écran, avec une sortie vidéo composite NTSC pour l'affichage sur un moniteur, ou sur une télévision par un modulateur HF. Les utilisateurs pouvaient sauvegarder et charger des programmes et des données sur des cassettes audio. D'autres langages de programmation, jeux, applications et tout autre logiciel étaient disponibles sur cassettes.

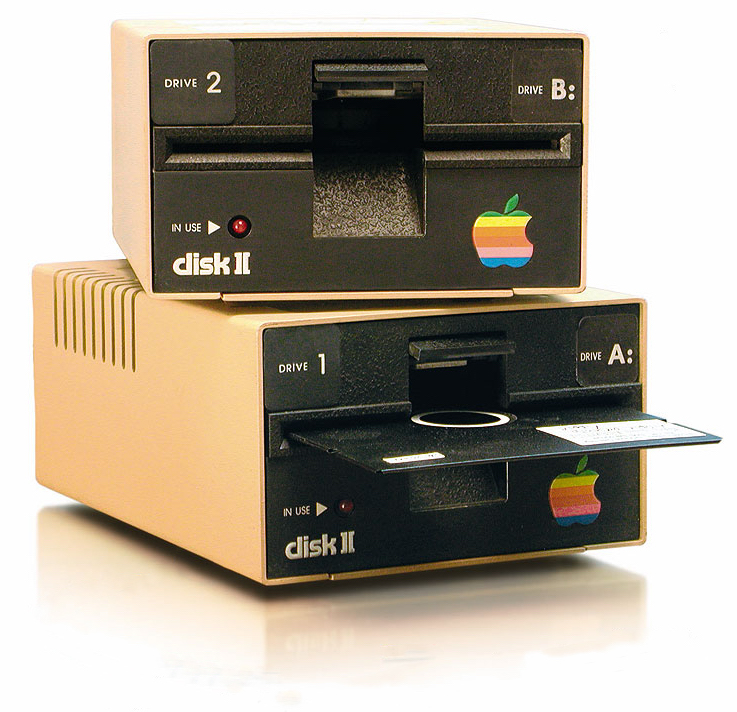
Lecteurs de disquette Disk II

Plus tard un lecteur de disquettes 5¼" (13 cm) externe, le Disk II, avec sa carte de contrôleur à brancher dans un des slots de l'ordinateur, a permis un stockage et une récupération des données beaucoup plus commode, stockant 140 ko par disquette. L'interface de lecteur de disquettes créée par Steve Wozniak est encore considérée comme une merveille de technologie. La carte contrôleur avait très peu de matériel, se fondant sur des boucles de synchronisation logicielle à la place d'utiliser un codage nécessaire. Le contrôleur a également utilisé une forme d'enregistrement de code en groupe (nibbles), qui était plus simple et plus facile à mettre en application logiciellement que le MFM, plus commun. Cela a réduit de manière significative le coût général pour les utilisateurs à domicile. Ceci a également aidé les concepteurs de logiciels propriétaires de manière que les médias sur lesquels les applications sont enregistrées soient difficilement copiables en utilisant des tours tels que changer le formatage de bas niveau des secteurs ou même faire un saut à la tête de lecture entre les pistes. Cependant, d'autres groupes ont par la suite vendu des "nibble copiers" tels que Copy II plus, Nibbles away, et Locksmith qui contrecarrent de telles restrictions mais obligent pour cela des copies longues, difficiles et souvent peu fiables.
La conception ouverte de Wozniak et les slots d'extensions multiples de l'Apple ont permis à une grande variété de périphériques tiers d'augmenter les possibilités de la machine. Les contrôleurs séries, les contrôleurs d'affichage améliorés, les cartes mémoire, les disques durs et les composants réseau étaient disponibles pour cet ordinateur à cette époque. Il y avait également des cartes processeur, telles que la carte Z80 SoftCard qui a permis aux ordinateurs Apple de basculer sur le processeur Z80 et d'exécuter une multitude de programmes développés sous le système d'exploitation CP/M tel que la base de données dBase II et le programme de traitement de texte WORDSTAR. Il était d'ailleurs préférable d'avoir aussi une carte 80 colonnes. Il y avait également une carte 6809 avec laquelle on pourrait faire tourner OS-9 Level One. La carte son Mockingboard a considérablement amélioré les possibilités audio de l'Apple II. La fin des années 1980 verra aussi naître la fameuse carte Accelerator d'une densité impressionnante, embarquant un 6502 cadencé à 3,58 MHz.

### La famille se développe
L'Apple II a été remplacé par l'Apple II plus, qui incluait le langage de programmation BASIC Applesoft, signé Microsoft. Il possédait 48 ko de mémoire, extensible à 64 ko via une carte langage, et ajoutait l'utilisation d'une arithmétique à virgule flottante dans la ROM (précédemment disponible comme mise à jour). Il sacrifiait ainsi la rapidité d'exécution des calculs sur les nombres entiers, mais en contrepartie, permettait aux utilisateurs de basculer rapidement entre les langages BASIC entier et virgule flottante. Tout programme en mémoire non enregistré était alors effacé. L'ajout de la carte de langage permettait également l'utilisation de compilateurs Pascal et Fortran 77 d'UCSD, sortis pour Apple à ce moment-là. La version européenne (fabriquée en Irlande) s'est nommée Apple II europlus et la version Japonaise Apple II J-Plus .
L'Apple II, en version II+ principalement, donnera naissance à une ligne impressionnante de clones, ordinateurs d'autres marques permettant de faire tourner les programmes Apple. Parmi ces clones, deux ont été produits par Apple ou sous licence Apple : il s'agit de "l'apple Dark Vador" de chez Bell & Howell et de l'ITT 2020 de chez ITT.
Ensuite viendra l'Apple IIe (e pour enhanced [« amélioré »]), une version à coût réduit, qui utilisait de nouvelles puces pour diminuer le nombre total de composants. Il affichait enfin les lettres majuscules et minuscules et avait 64 ko de RAM extensible à 128 ko. Le IIe pouvait également afficher du texte de plus haute résolution (80 colonnes) avec une carte additionnelle 80 colonnes. Le IIe était probablement l'Apple le plus populaire de la série II et a été largement considéré comme le cheval de bataille de la série.
À peu près en même temps, l’Apple /// a été produit. Celui-ci était destiné aux hommes d'affaires et n'a jamais percé sur le marché, essentiellement pour des raisons de fiabilité (il avait été conçu pour fonctionner sans ventilateur afin de ne pas créer de nuisances sonores, mais les bombages et débombages thermiques de cartes finissaient par nuire à la qualité des contacts). Steve Wozniak a été cité disant que l'Apple /// eut un taux d'échec de 100 %.

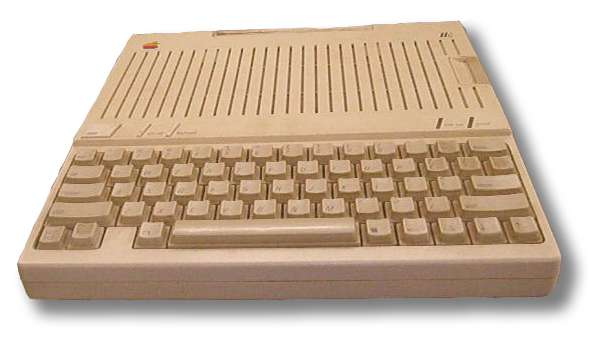
Apple IIc

Apple produisit plus tard son premier Apple II portatif appelé Apple IIc (c pour compact). Il utilisait le processeur 65C02 (mise à jour du 6502) et comportait des contrôleurs intégrés pour des périphériques communs tels que les unités de disques, les modems, etc., qui précédemment exigeaient des cartes additionnelles. Cependant, en raison de sa compacité, l'Apple IIc était limité dans ses extensions. Le nom de code de l'Apple IIc était « Lolly » dans certains documents internes d'avant sa sortie. Peu de temps après avoir sorti l'Apple IIc, Apple présenta l'Enhanced Apple IIe, qui utilisait le processeur 65C02. Une version finale du IIe connue sous le nom de Platinum Apple IIe a été présentée plus tard. Elle ajoutait un clavier numérique et avait une couleur de boîtier différente des autres versions du IIe.
Le membre suivant (et le plus puissant) de la famille était l'Apple IIGS (Graphic & Sound), sorti en septembre 1986. Le IIGS comportait un processeur 65C816 à 2,8 MHz avec des registres 16 bits et 24 bits d'adressage, un processeur sonore Ensoniq, plus de mémoire, de meilleures couleurs, plus de périphériques (avec un contrôleur permutable entre les modèles de cartes pour IIe et IIc) dont certains compatibles avec ceux du Macintosh (clavier, souris, adaptateur réseau LocalTalk) et GS/OS, un système d'exploitation dérivé de Mac OS. La société Applied Engineering a développé plusieurs cartes d'extension pour la gamme Apple II dont la PC Transporter, permettant d'ajouter un PC XT (processeur NEC V30, RAM de 768 ko, mode graphique CGA) sous le capot. À noter qu'Apple commercialisa un kit permettant de transformer un Apple IIe en Apple IIGS.
Le dernier Apple II fut l'Apple IIc plus, présenté en septembre 1988. Il avait à peu près la même taille que le  IIc, mais le lecteur de disquette 5¼ fut remplacé par un 3½, l'alimentation à découpage était intégrée dans l'ordinateur (avec le IIc, la majeure partie de l'alimentation était dans un bloc externe), et un accélérateur intégré à 4 MHz (licence de Zip Technologies). Ce dernier faisait du IIc plus l'Apple II officiel le plus rapide (d'autres modèles de cartes accélératrices excédaient fréquemment cette vitesse ; le IIe et le IIc pouvaient être cadencés à 10 MHz avec la carte accélératrice de RocketChip, et le ZipGS ou la Transwarp pouvait cadencer le IIGS à 12 MHz ou plus).
L'Apple Macintosh éclipsa les ventes de l'Apple II autour de 1986. Apple continua à vendre et soutenir le IIGS jusqu'en 1992-1993, en grande partie à cause de son utilisation dans les écoles. Elle supporta le IIe jusqu'en 1996. Ceci était dû notamment aux nombreux systèmes de jeux vidéo qui utilisaient la même puce que le IIe, comme la NES. Les tests des jeux conçus pour cette puce étaient bien meilleurs sur un IIe que sur un PC ou un Mac.
En 1987, soit trois ans après le lancement de la famille des Macintosh, la famille Apple II représentait encore pour Apple plus de la moitié de ses bénéfices. Certains chiffres datant de fin 1988 font état d'un parc de 650 000 Apple II en Europe, dont 400 000 en France et 200 000 en Allemagne, tandis qu'on comptait 380 000 Macintosh (dont 300 000 en France).
L'Apple II terminera sa longue vie, embarqué dans la gamme Macintosh LC qui accueille un slot permettant d'insérer une carte d'émulation Apple II.

### La vie après la mort
De nos jours, même un PC tournant sous Microsoft Windows peut émuler les modèles importants de l'Apple II avec un émulateur tel qu'AppleWin (en), en copiant les disques par une liaison série. Cependant les émulateurs ne peuvent pas exécuter des logiciels provenant de média protégés contre la copie à moins d'utiliser des « cracks », ou d'enlever les restrictions de copie du logiciel. De nombreuses images disque de logiciel Apple II sont disponibles librement sur Internet. Il y a actuellement un mouvement pour convaincre les propriétaires de copyright de logiciels Apple II d'autoriser officiellement la distribution libre et sans restriction de leurs logiciels.
Un hommage peu commun à l'Apple II est un « hack » de XScreenSaver nommé « BSoD ». L'économiseur d'écran bsod reproduit l'aspect des écrans d'ordinateur de différents systèmes d'exploitation lors d'un plantage (y compris l'écran bleu de la mort de Windows, d'après lequel il est nommé). Dans le cas de l'Apple II, le logiciel émule réellement l'affichage utilisé, ainsi l'écran semblera se contracter pendant que les blocs des textes s'allument et s'éteignent. Naturellement, l'économiseur d'écran fait un peu plus que montrer un écran déformé d'une manière intéressante.

## L'impact sur l'industrie
La famille des ordinateurs Apple II eut sur le monde des affaires et particulièrement sur l'industrie technologique un impact important[réf. nécessaire]. L'Apple II fut le premier ordinateur que la plupart des gens aient jamais vu : abordable pour des familles de classe moyenne, de petite taille et bénéficiant pour la première fois de logiciels utiles et utilisables par tous, il fut donc le premier ordinateur à se démocratiser. Cette popularité a permis l'émergence des marchés de jeux vidéo sur ordinateur et de logiciels éducatifs et un boom sur le marché des traitements de texte, de l'impression par ordinateur, et des applications business comme VisiCalc, premier tableur. D'autre part, le succès sur le marché à domicile a inspiré la création d'autres ordinateurs personnels peu coûteux tels le VIC-20 (1980) et le Commodore 64 (1982)[réf. souhaitée], qui grâce à leur faible coût, ont permis l'introduction d'ordinateurs dans plusieurs millions de foyers (entamant ainsi les parts de marché d'Apple)[réf. nécessaire].

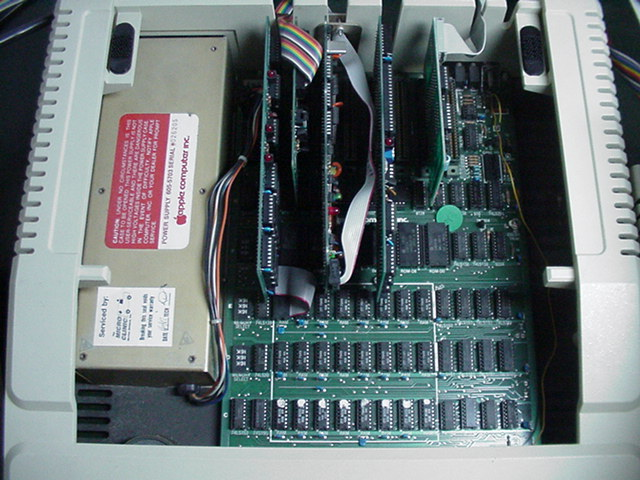
Slots d'extension d'un Apple II+

Le succès de l'Apple II a également amené IBM à créer l'IBM PC, qui fut alors acheté par des cadres moyens de toutes branches d'activité pour utiliser tableurs et traitements de textes (d'abord importés des versions d'Apple II, ils inspirèrent plus tard la création de nouvelles applications).
Apple II a mis en évidence l'importance d'une architecture ouverte[réf. nécessaire]. Les slots d'extensions qui permettaient à n'importe quelle carte de prendre le contrôle du bus ont permis le démarrage d'une industrie indépendante de fabrication de cartes. Une grande quantité de produits fut ainsi élaborée, et les utilisateurs eurent liberté de créer des systèmes finalement plus puissants et plus utiles (à coût inférieur) que tout ce qu'aurait alors pu produire Apple, s'il avait préféré un système propriétaire. Par la suite, Apple ne dota pas ses premiers modèles de Macintosh d'une telle architecture ouverte. Sorti à la même époque, l'IBM PC bénéficia quant à lui d'une architecture ouverte, qui contribua largement à son grand succès, bien que, IBM ne parvenant pas à prévenir la création de clones, il se vit finalement éclipsé par des concurrents tels que Dell, Compaq/Hewlett-Packard, et Gateway.

## Caractéristiques techniques

### Apple II (juin 1977)

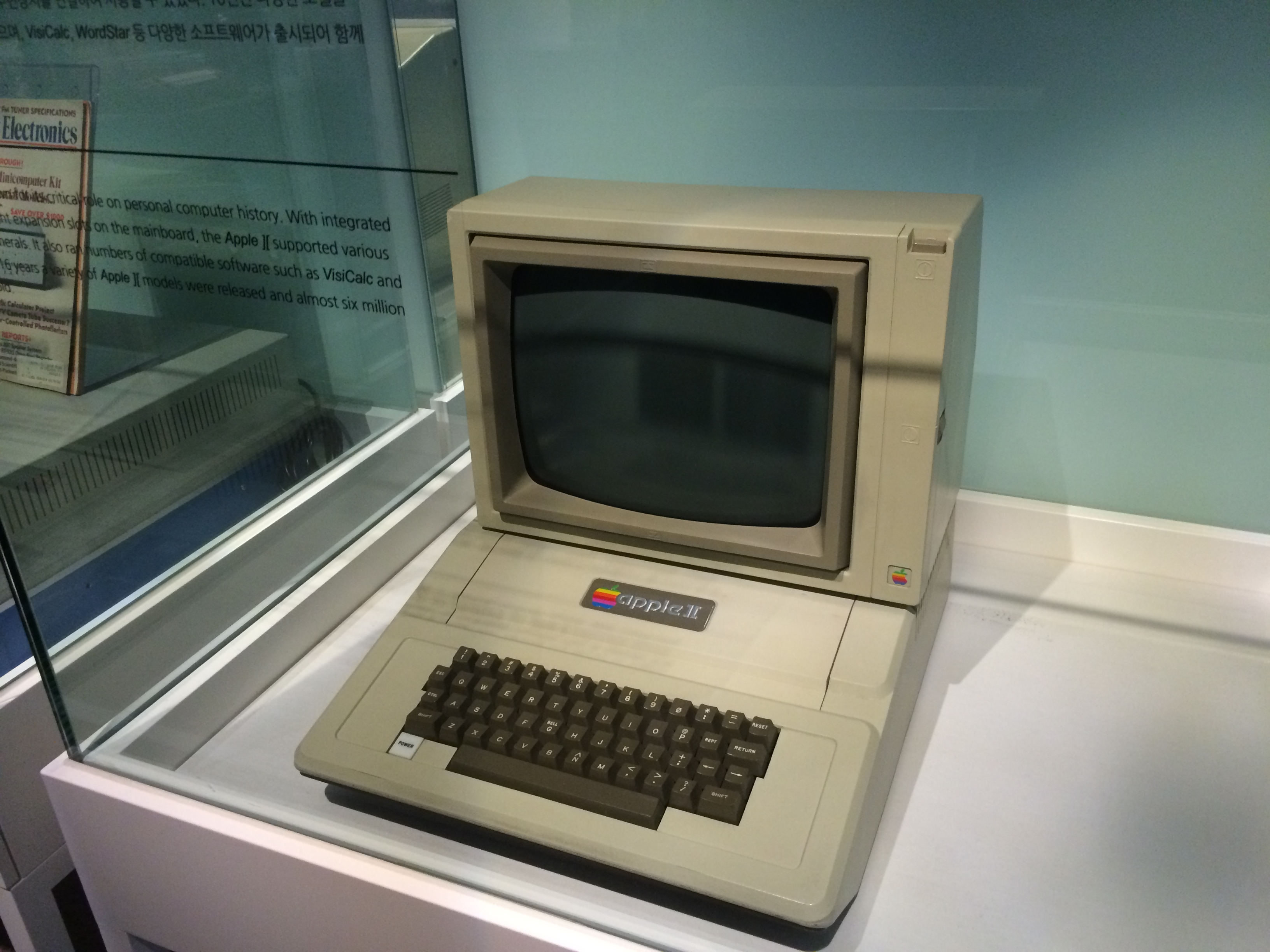
Apple II

- Processeur : MOS Technology 6502 8 bits à 1 MHz
- Bus système : 1 MHz
- RAM : 4 ko, extensible à 48 ko
- Masse : 2 à 3 kilo
- ROM : 8 ko (Basic Integer) + supports pour 4 ko supplémentaires
- Affichage : 24×40 caractères. 6 couleurs en 280×192, couleur 4 bits (16 couleurs) en 40×48
- Son : haut-parleur interne
- Lecteur : cassettes audio
- Slots d'extension : 8 ports propriétaires
- Ports : sortie vidéo composite

### Apple II+ (juin 1979)

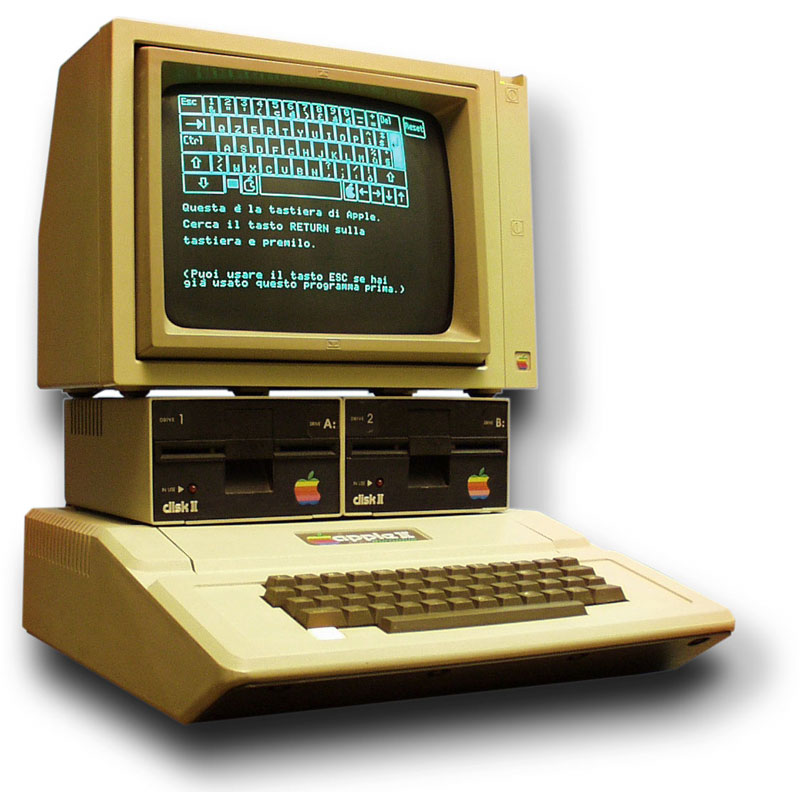
Apple II+

- Processeur : MOS Technology 6502 8 bits à 1 MHz (1 023 000 Hz et plus de 500 000 opérations par seconde[6])
- Bus système : 1 MHz
- RAM : 16 ko, 32 ko, et 48 ko, extensible à 64 ko avec la Carte Langage
- ROM : 12 ko (Basic Applesoft)
- Affichage : 24×40 caractères. 6 couleurs en 280x192, couleur 4 bits (16 couleurs) en 40×48
- Son : haut-parleur interne
- Lecteur : cassettes audio
- Slots d'extension : 8 ports propriétaires
- Ports : sortie vidéo composite

### Apple IIe (janvier 1983)
Pour les articles homonymes, voir IIE.

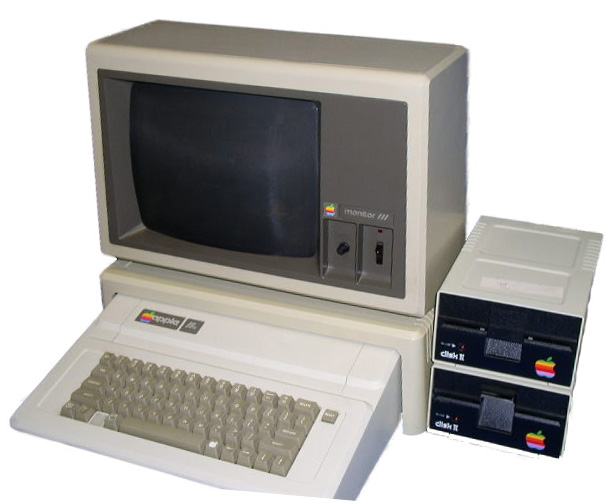
Apple IIe original

- Processeur : MOS Technology 6502 8 bits à 1 MHz
- Bus système : 1 MHz
- RAM : 64 ko, extensible à 128 ko
- ROM : 16 ko
- Affichage : 24×40 caractères. couleur 1 bit (monochrome) en 560×192, 6 couleurs en 280×192, couleur 4 bits (16 couleurs) en 140×192
- Son : haut-parleur interne
- Lecteur : disquette, cassettes audio
- Slots d'extension : 8 ports propriétaires
- Ports : sortie vidéo composite

### Apple IIc (avril 1984)
Pour les articles homonymes, voir IIC.

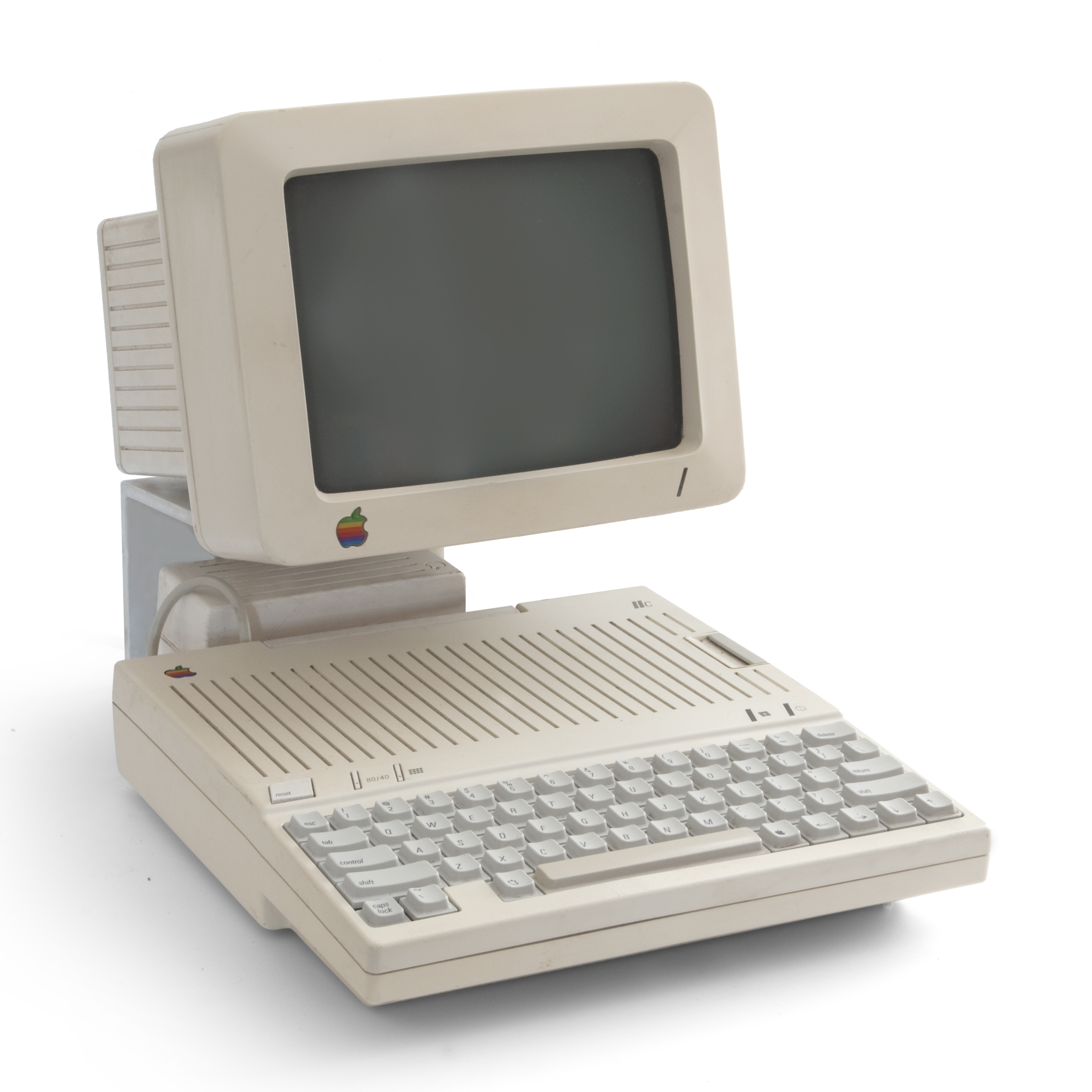
Apple IIc avec moniteur

- Processeur : MOS Technology 65C02 8 bits à 1,024 MHz
- Bus système : 1,4 MHz
- RAM : 128 ko, extensible à 1 Mo
- ROM : 32 ko
- Affichage : 24×80 caractères. couleur 4 bits (16 couleurs) en 40×48, couleur 3 bits (8 couleurs) en 280×192, couleur 1 bit en 560×192
- Écran : 9" monochrome vert ou orange
- Son : haut-parleur interne
- Lecteur disquette : 5 ¼" 143 Ko interne
- Slots d'extension : Pas de slot d'extension mais plusieurs ports propriétaires (série, disque, souris, etc.)
- Ports : prise péritel, 2 ports série, port pour lecteur externe, connecteur pour souris, manette ou joystick

### Apple IIe Enhanced (mars 1984) / Platinum (janvier 1987)

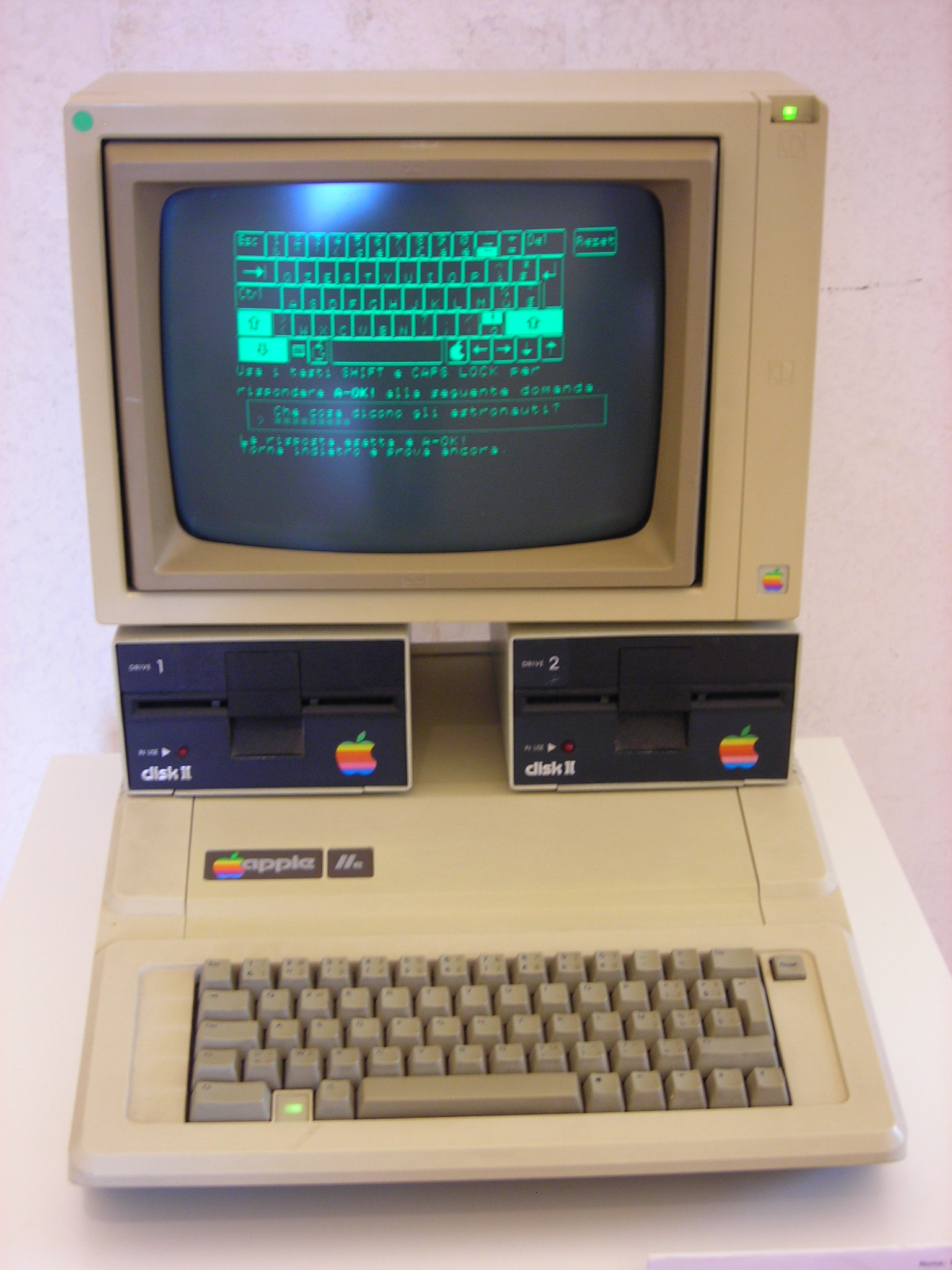
Apple IIe

- Processeur : MOS Technology 65C02 8 bits à 1 MHz
- Bus système : 1 MHz
- RAM : 128 Ko
- ROM : 16 Ko
- Affichage : 24×80 caractères. Couleur 1 bit en 560×192, couleur 4 bits (16 couleurs) en 140×192
- Son : haut-parleur interne
- Lecteur disquette : 5 ¼" 143 ko interne
- Slots d'extension : 8 ports propriétaires
- Ports : sortie vidéo composite

### Apple IIgs (septembre 1986)

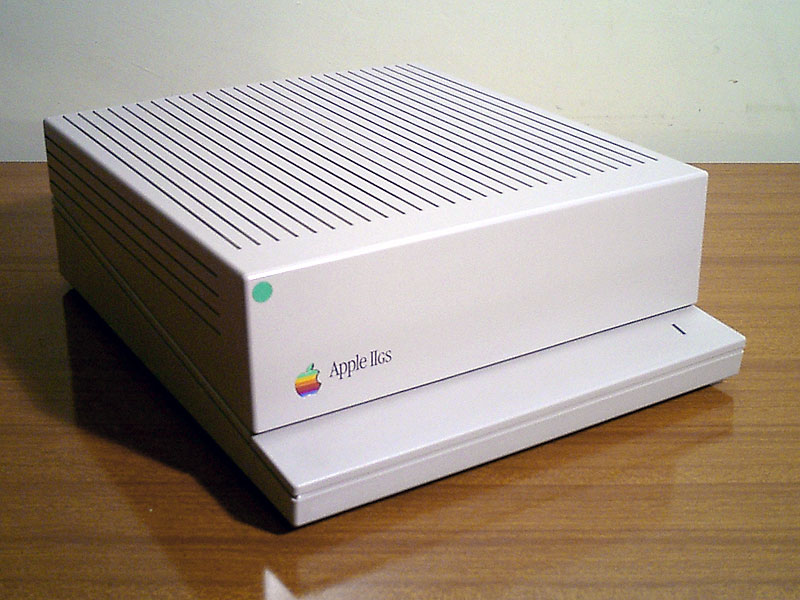
Apple IIGS

- Processeur : Western Design Center 65C816 16 bits à 2,8 MHz
- Bus système : 2,8 MHz
- RAM : 256 ko, extensible à 8 Mo
- ROM : 128 ko, extensible à 1 Mo
- Affichage : 24×80 caractères. couleur 2 bits (4 couleurs) en 640×200, couleur 8 bits (256 couleurs) en 320×200, palette de 4 096 couleurs
- Son : haut-parleur interne
- Lecteur disquette : 5 ¼" 143 Ko ou 3 ½" 800 ko externe
- Slots d'extension : 7 ports propriétaires
- Ports : 2 ports série, port pour lecteur externe, 1 port ADB, 1 port manette ou joystick, port écran
- Système d'exploitation : ProDOS, GS/OS

### Apple IIc+ (septembre 1988)

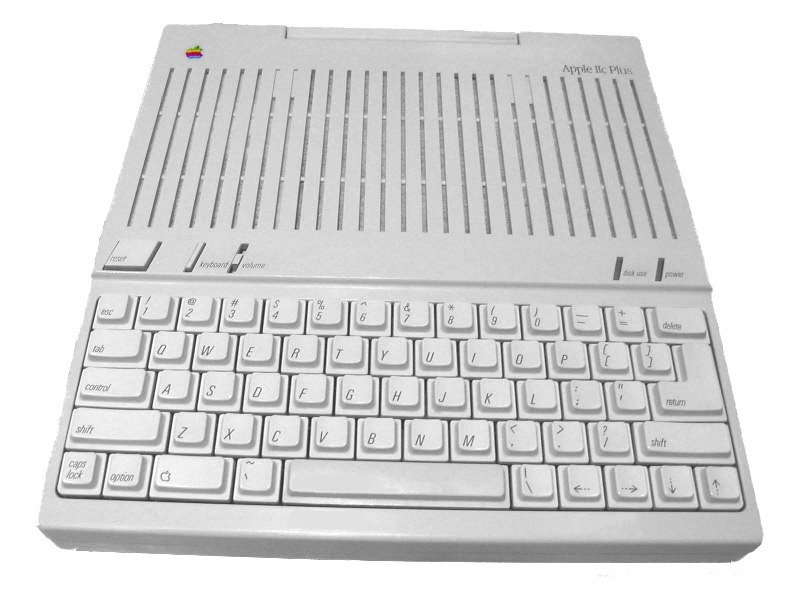
Apple IIc Plus

- Processeur : MOS Technology 65C02 8 bits à 4 MHz
- Bus système : 4 MHz
- RAM : 128 ko, extensible à 1 Mo
- ROM : 32 ko
- Affichage : 24×80 caractères. couleur 4 bits (16 couleurs) en 40×48, couleur 3 bits (8 couleurs) en 280×192, couleur 2 bits en 560×192
- Écran : 9" monochrome vert
- Son : haut-parleur interne
- Lecteur disquette : 3 ½" 800 ko
- Slots d'extension : 8 ports propriétaires
- Ports : prise péritel, 2 ports série, port pour lecteur externe, connecteur pour souris, manette ou joystick
- Non commercialisé en France (du moins par les circuits officiels)